# Улица Юлиуса Фучика (Казань)
Улица Юлиуса Фучика (тат. Юлиус Фучик урамы) — улица в Приволжском и Советском районах Казани, одна из важнейших магистралей данных районов, дублёр проспекта Победы.

## Название
Улица названа в 1976 году в честь Юлиуса Фучика (1903-1943) – чехословацкого коммуниста, журналиста, литературного и театрального критика.
Название улицы официально утверждено решением Казанского горисполкома от 7 мая 1976 года № 446.

## Расположение
Улица Юлиуса Фучика начинается на территории жилого района Горки, перпендикулярно отходя от проспекта Победы. Затем она, плавно сворачивая влево, становится параллельной проспекту Победы и направляется к северу, минуя микрорайон Азино-2, до перекрёстка с улицей Закиева.
Длина улицы Юлиуса Фучика составляет 5,12 км, в том числе около 3 км – по территории Приволжского района (жилого района Горки).

## История

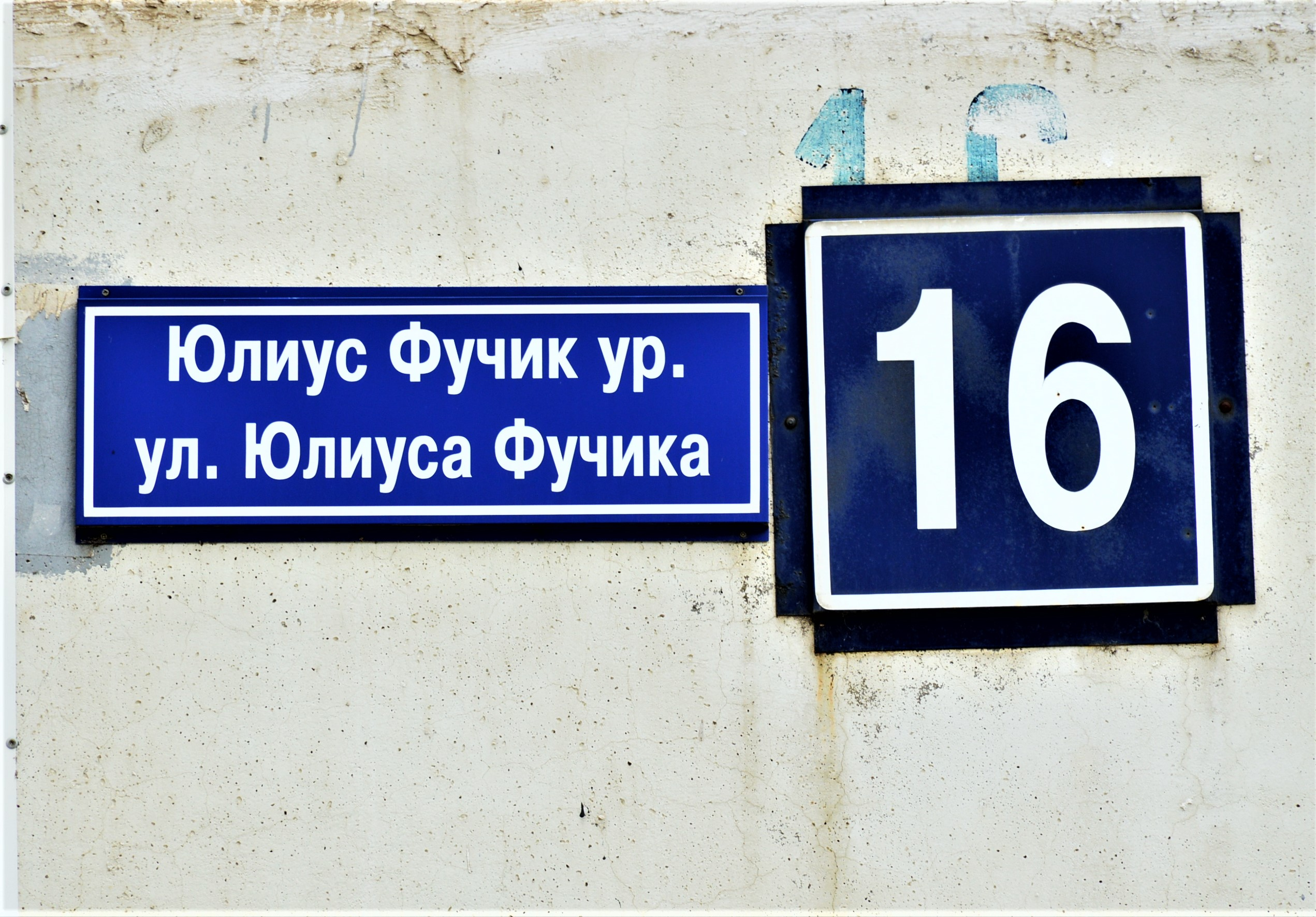
Табличка на доме:
ул. Юлиуса Фучика, 16 —
пример нормативного написания названия улицы на татарском
и русском языках (май 2020)

Улица Юлиуса Фучика стала формировать в 1976-1977 годах на территории жилого района Горки. Первый её участок появился между улицами Рихарда Зорге и Сафиуллина в процессе комплексной застройки типовыми девятиэтажными жилыми домами 7-го и 8-го микрорайонов (Горки-2).
В начале 1980-х годов улицу Юлиуса Фучика продлили к северу, где строились дома 10-го и 11-го микрорайонов (Горки-2). Здесь, на территории 10-го микрорайона в 1981-1982 годах был возведён самый длинный в жилом районе Горки многоквартирный дом, прозванный в народе «китайской стеной». Это панельная девятиэтажка, сочленённая из трёх частей, каждая из которых имеет собственную адресацию: ул. Юлиуса Фучика, 52, 52А, 52Б; общая длина дома составляет около 500 метров, в нём 15 подъездов и 680 квартир. Во второй половине 1980-х годов улицу Юлиуса Фучика стали прокладывать в противоположном направлении, в сторону строящегося микрорайона 7А (Горки-3) с выходом к проспекту Победы. При этом её проезжую часть проложили через территорию небольшого посёлка Семхоз, который к середине 1990-х годов полностью исчез с карты города, уступив своё место многоэтажной застройке микрорайонов 7А, 8А и 9А. И в том и в другом случае вдоль улицы Юлиуса Фучика возводились типовые девяти-, десяти-, а местами и четырнадцатиэтажные дома.
Во второй половине 1980-х годов улица Юлиуса Фучика вышла к территории Советского района; здесь вдоль её западной стороны велась комплексная застройка девяти- и десятиэтажными панельными домами микрорайона Азино-2, закончившаяся в следующем десятилетии. В 1990-е годы, с началом строительства микрорайона Азино-1, улица Юлиуса Фучика была доведена до его южных пределов, то есть до улицы Закиева; здесь она заканчивалась, а её дальнейшим продолжением стала улица Академика Сахарова.
На территории Приволжского района к началу 2000-х годов улица Юлиуса Фучика была почти застроена, причём с обеих сторон; исключение составили нескольких участков, например, между улицами Кул Гали и Сафиуллина (так называемый квартал 9А), а также на территории микрорайонов 7А, 8А и 9А (Горки-3).
В Советском районе к концу 1990-х годов улица Юлиуса Фучика была застроена только с западной стороны – на участке от улицы Чишмяле до улицы Минской (Азино-2), да и то не полностью. С восточной же стороны всё пространство занимали поля. Здесь застройка началась в начале 2000-х годах, в том числе благодаря реализации государственной республиканской программы ликвидации ветхого жилья, а с 2005 года –  государственной республиканской программы социальной ипотеки. Первым стал застраиваться квартал между улицами Минская и Ноксинский спуск, затем – территория у границы с жилым районом Горки, то есть на северной стороне улицы Академика Завойского. После этого очередь дошла до участка в промежутке между ними, где сейчас расположены улицы Чингиза Айтматова и Вербная.
Оставшиеся свободные участки, сохранившиеся в различных местах вдоль улицы Юлиуса Фучика, осваивались методом точечной застройки. Фактически к настоящему времени остаются незастроенными лишь два обширных участка в северной её части по обеим сторонам. Здесь проходит овраг, идущий поперёк улицы Юлиуса Фучика и являющийся неофициальной границей между двумя микрорайонами – Азино-1 и Азино-2. Данные участки зарезервированы под строительство широтной магистрали в направлении федеральной трассы М7.
В некоторых источниках утверждается, что при проектировании микрорайона Азино-2 в 1980-х годах планировалось вдоль улицы Юлиуса Фучика проложить велосипедные дорожки, которые должны были охватить не только данный микрорайон, но и Горки, однако реализовать этот проект не удалось.
Изначально улица Юлиуса Фучика строилась с разделительной полосой по центру проезжей части. И это хорошо видно на фотографии Нияза Халита 1976 года, зафиксировавшего состояние данной улицы на её первом участке – между 7-м и 8-м микрорайонами (Горки-2). Однако позже разделительную полосу в этом месте демонтировали. Но на участке от проспекта Победы до улицы Рихарда  Зорге (Горки-3)  разделительная полоса сохранилась до настоящего времени.
На улице Юлиуса Фучика построено несколько торговых центров. Самым первым был торговый центр, возведённый в советский период, на территории 11-го микрорайона жилого района Горки (многими ошибочно считается 10-м микрорайоном), объединявший гастроном с комплексом бытовых услуг и кинотеатром. В постсоветский период данный торговый центр пережил трансформацию и в настоящее время самым крупным магазином здесь является сетевой продовольственный магазин «Пятёрочка».
В 2000-х годах улице Юлиуса Фучика появились современные торговые центры. На территории Советского района в феврале 2009 года открылся ТЦ «Азино», а в ноябре 2010 года – ТЦ «Франт». В Приволжском районе, на территории 10-го микрорайона (Горки-2) в декабре 2016 года открылся первый в Казани гипермаркет сети «Эссен».
На улице Юлиуса Фучика находятся мечеть «Хузайфа ибн аль-Ямани» (построена в 1996-1997 годах), а также православный храмовый комплекс, состоящий из церкви преподобного Серафима Саровского и церкви иконы Божией Матери «Умиление» (построены в два этапа в 1999-2006 годах). Оба религиозных заведения находятся на территории жилого района Горки.

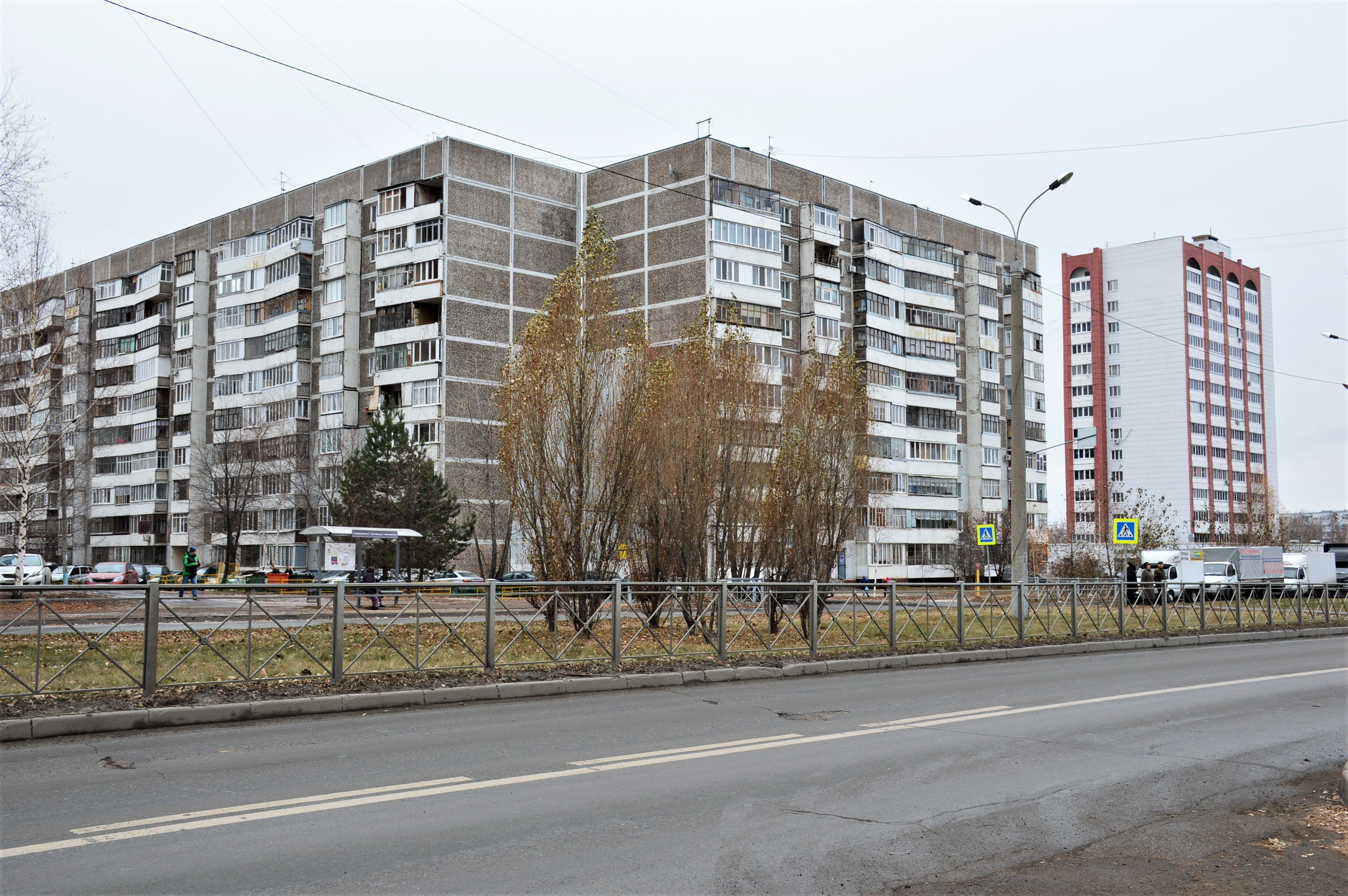
Первые дома по чётной стороне улицы Юлиуса Фучика: дом 2 (двухкорпусный) и дом 4 (крайний справа) (ноябрь 2018)
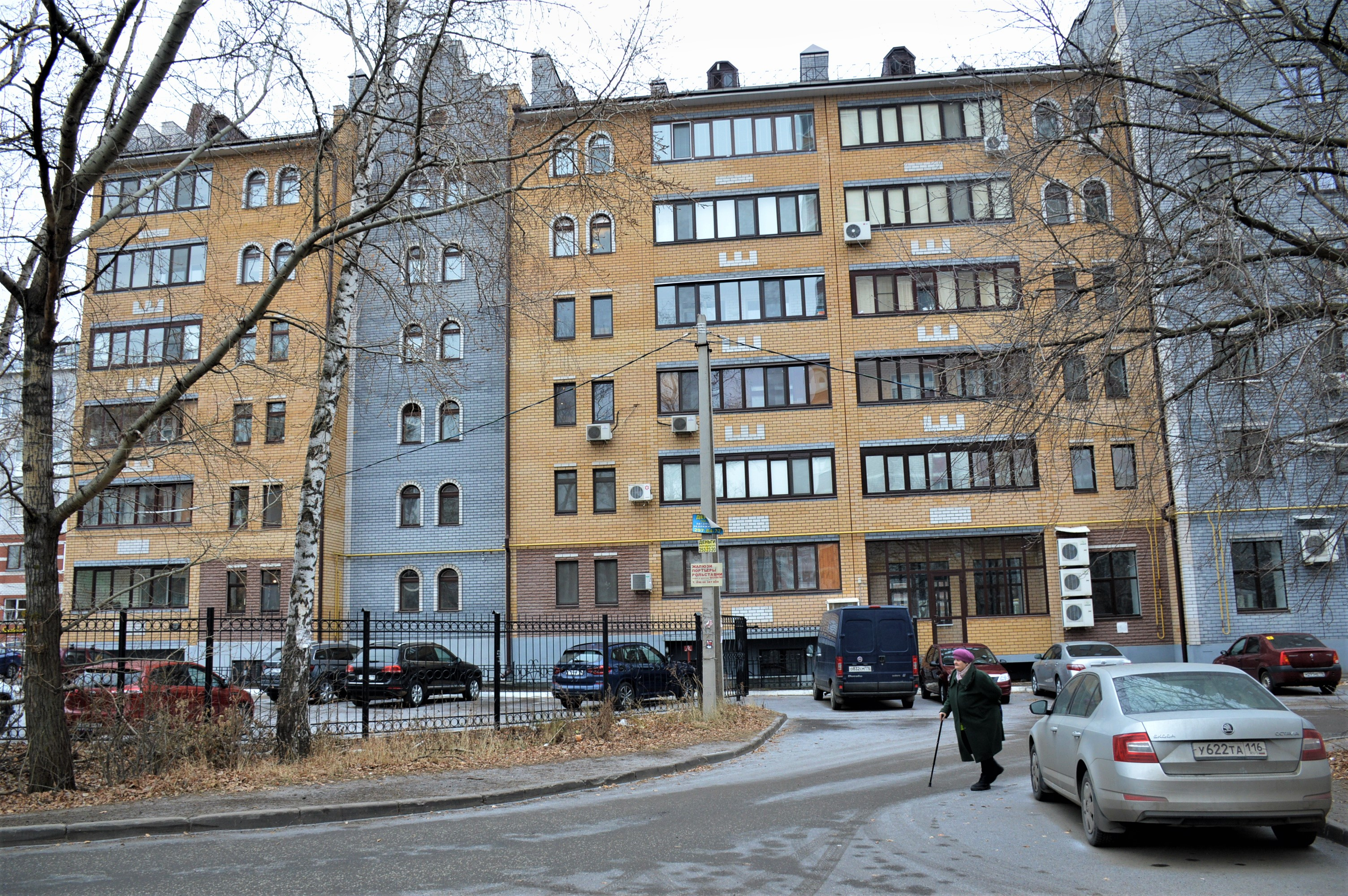
Жилой дом: ул. Юлиуса Фучика, 8В (ноябрь 2018)
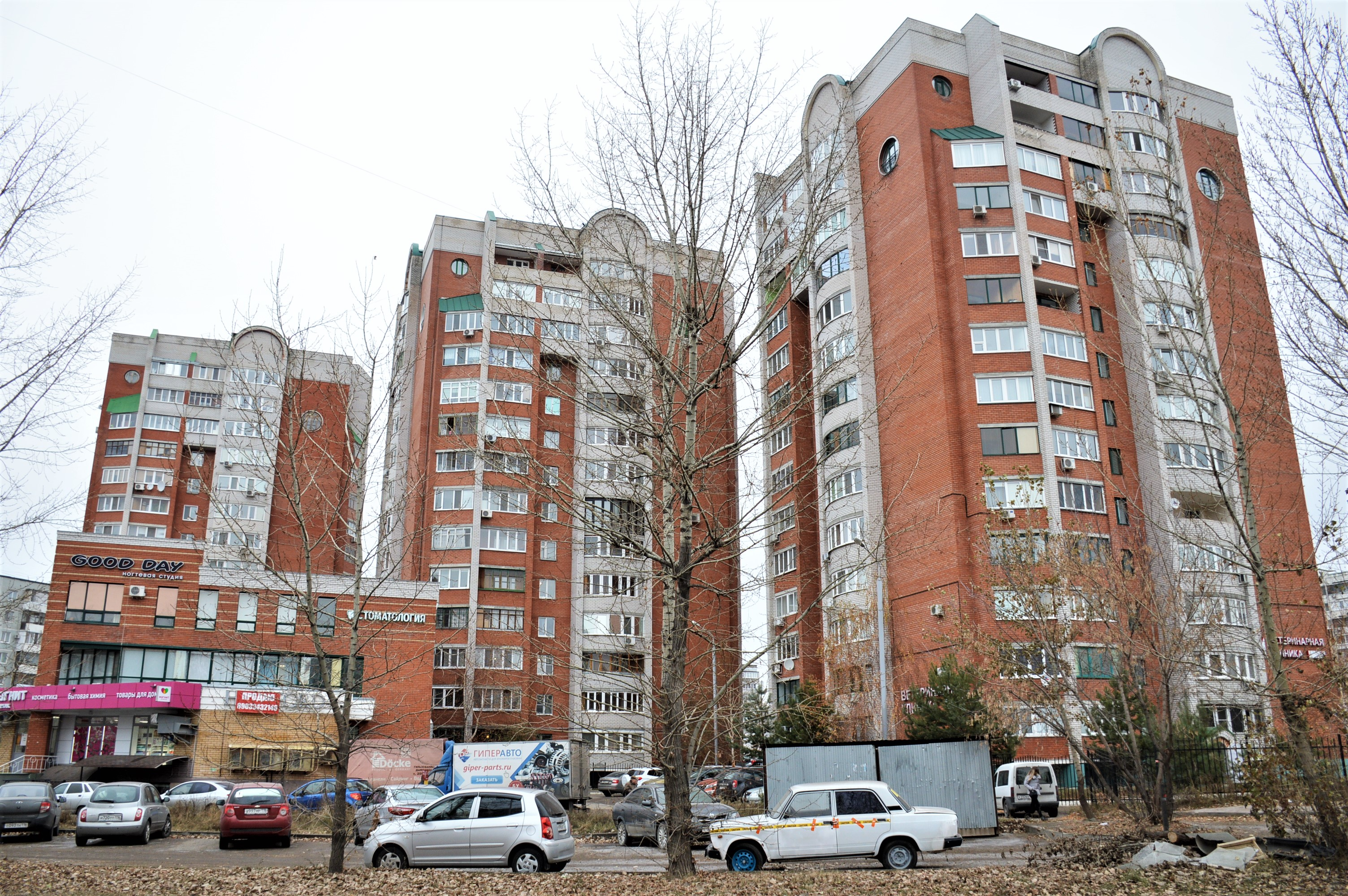
Жилые дома: ул. Юлиуса Фучика, 53, 55, 55А (ноябрь 2018)
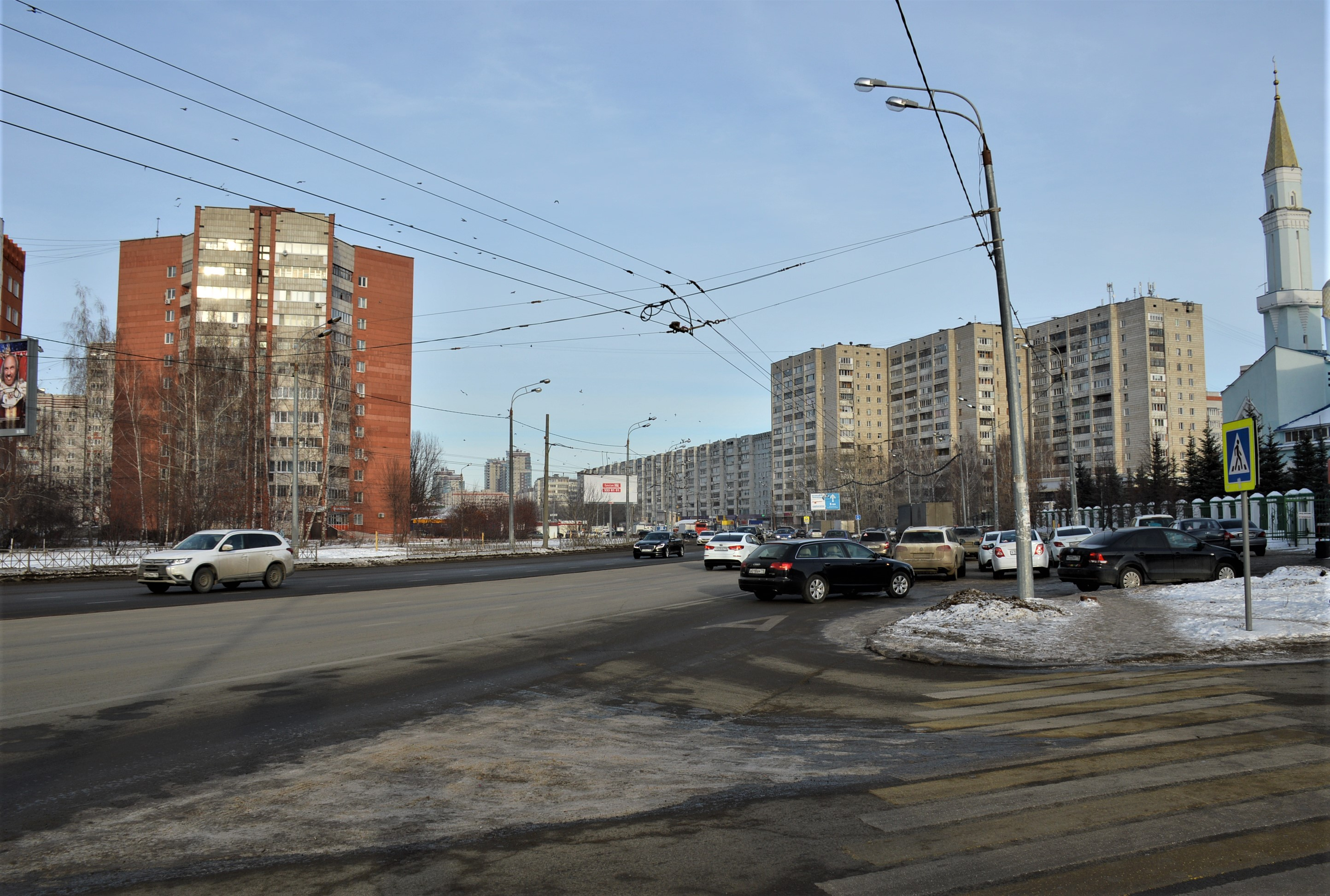
Улица Юлиуса Фучика на участке 10-го (справа) и 11-го (слева) микрорайонов Горок (декабрь 2018)
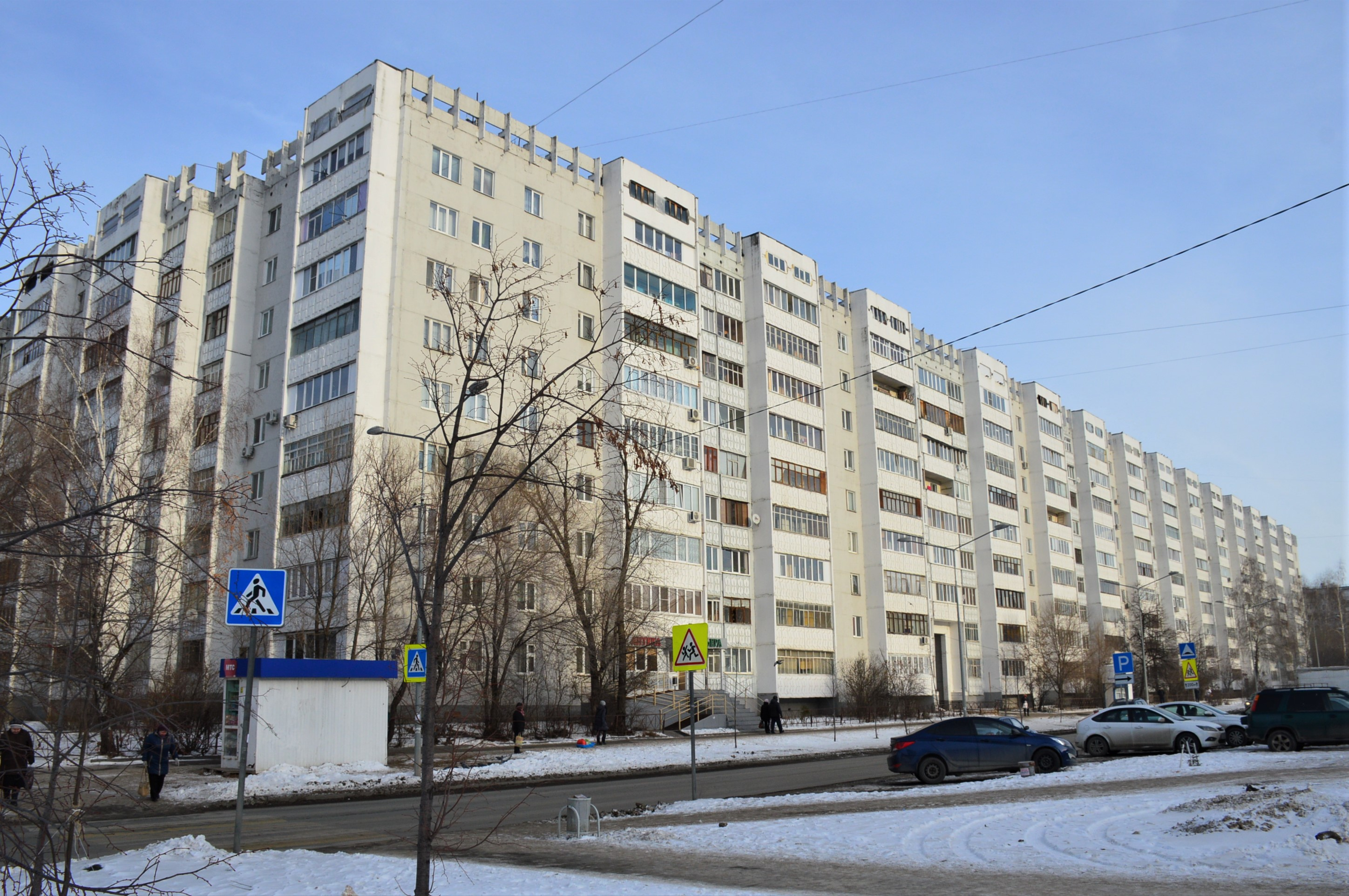
Один из фрагментов самого длинного дома в жилом районе Горки, прозванного «китайской стеной»: ул. Юлиуса Фучика, 52, 52А, 52Б. Вид со стороны улицы Кул Гали (декабрь 2018)

## Городской общественный транспорт
Улица Юлиуса Фучика является важной транспортной артерией – дублёром проспекта Победы. С точки зрения насыщенности маршрутами городского общественного транспорта она даже превосходит по значимости проспект Победы.
Первые автобусы на улице Юлиуса Фучика появились в 1980-е годы, а в июне 1987 года по ней уже ходили автобусы 9 маршрутов (в основном до 10-го микрорайона).
С 1990 года по улице Юлиуса Фучика ходят троллейбусы.
По улице Юлиуса Фучика проходят следующие маршруты городского общественного транспорта (по состоянию на ноябрь 2018 года):
- автобусные – №№ 5, 18, 30, 31, 33, 34, 45, 46, 62, 63, 77, 89;
- троллейбусные – №№ 5, 9, 12.

В перспективе вдоль улицы Юлиуса Фучика будет проложена первая очередь Савиновской линии метрополитена. Она начнётся от станции, которую планируется построить на перекрёстке с улицей Рихарда Зорге с возможностью пересадки на действующую станцию метро «Дубравная» Центральной линии метрополитена.

## Объекты, расположенные на улице
На улице Юлиуса Фучика расположены следующие значимые объекты (перечислены в направлении с юга на север):
- Гимназия № 6 (ул. Юлиуса Фучика, 26);
- Лицей № 78 «Фарватер» (ул. Юлиуса Фучика, 40);
- Детский сад № 379 (ул. Юлиуса Фучика, 46А);
- Детский сад № 25 (ул. Юлиуса Фучика, 51);
- Республиканский специализированный дом ребёнка (ул. Юлиуса Фучика, 73)[17];
- Поликлиническое отделение № 6 Республиканского клинического кожно-венерологического диспансера (ул. Сафиуллина, 32);
- Церковь преподобного Серафима Саровского и церковь иконы Божией Матери «Умиление» (ул. Сафиуллина, 7);
- Гипермаркет «Эссен» (ул. Кул Гали, 9А);
- Мечеть «Хузайфа ибн аль-Ямани» (ул. Юлиуса Фучика, 52, корп. 1);
- Детский сад № 106 (ул. Юлиуса Фучика, 70);
- Торговый центр «Франт» (ул. Юлиуса Фучика, 90);
- Детский сад № 402 (ул. Юлиуса Фучика, 139);
- Гимназия № 125 (ул. Юлиуса Фучика, 147);
- Торговый центр «Азино» (ул. Минская, 9).

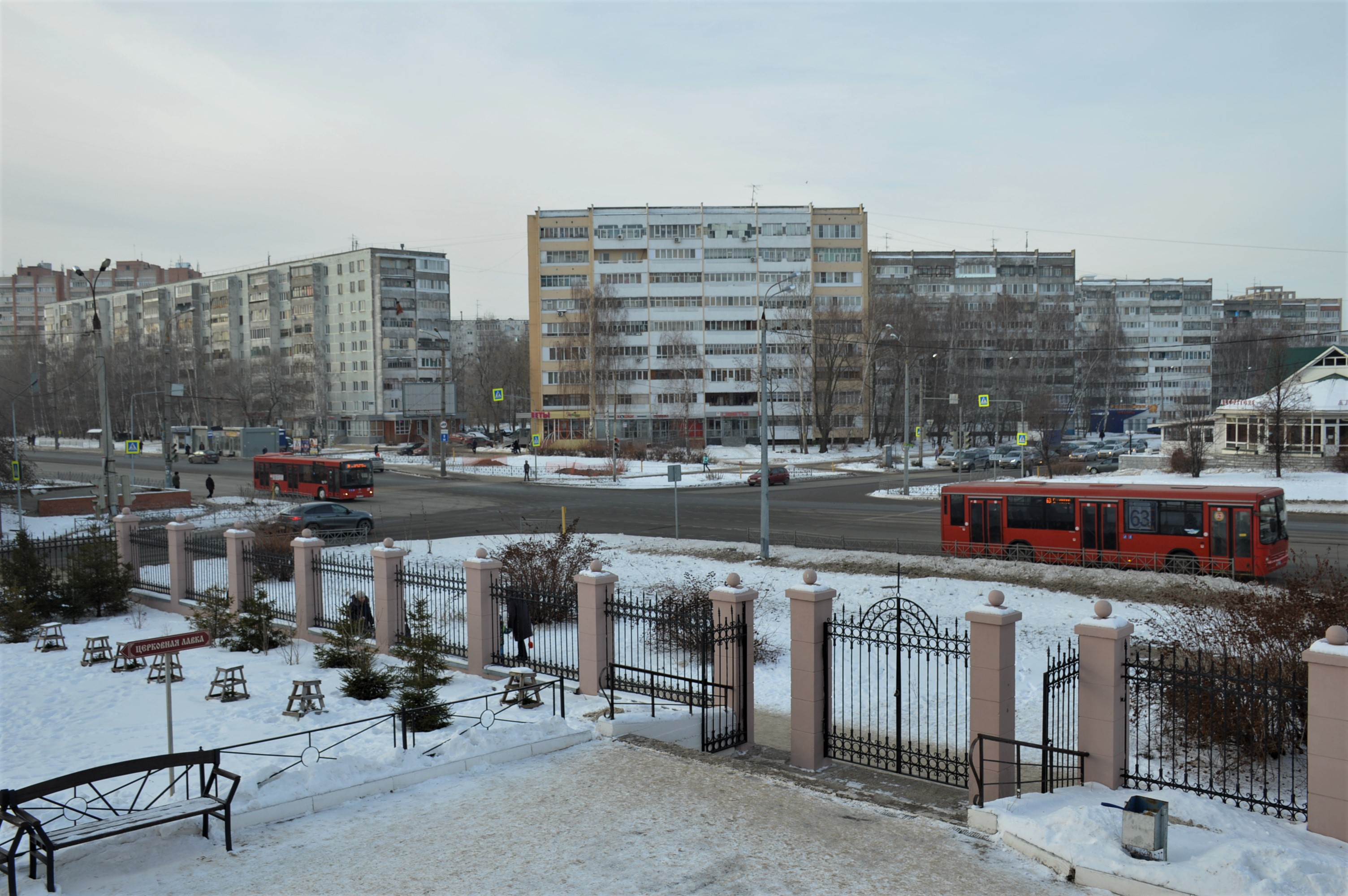
Вид на перекрёсток улиц Юлиуса Фучика и Сафиуллина со стороны православного храма в честь преподобного Серафима Саровского (декабрь 2018)
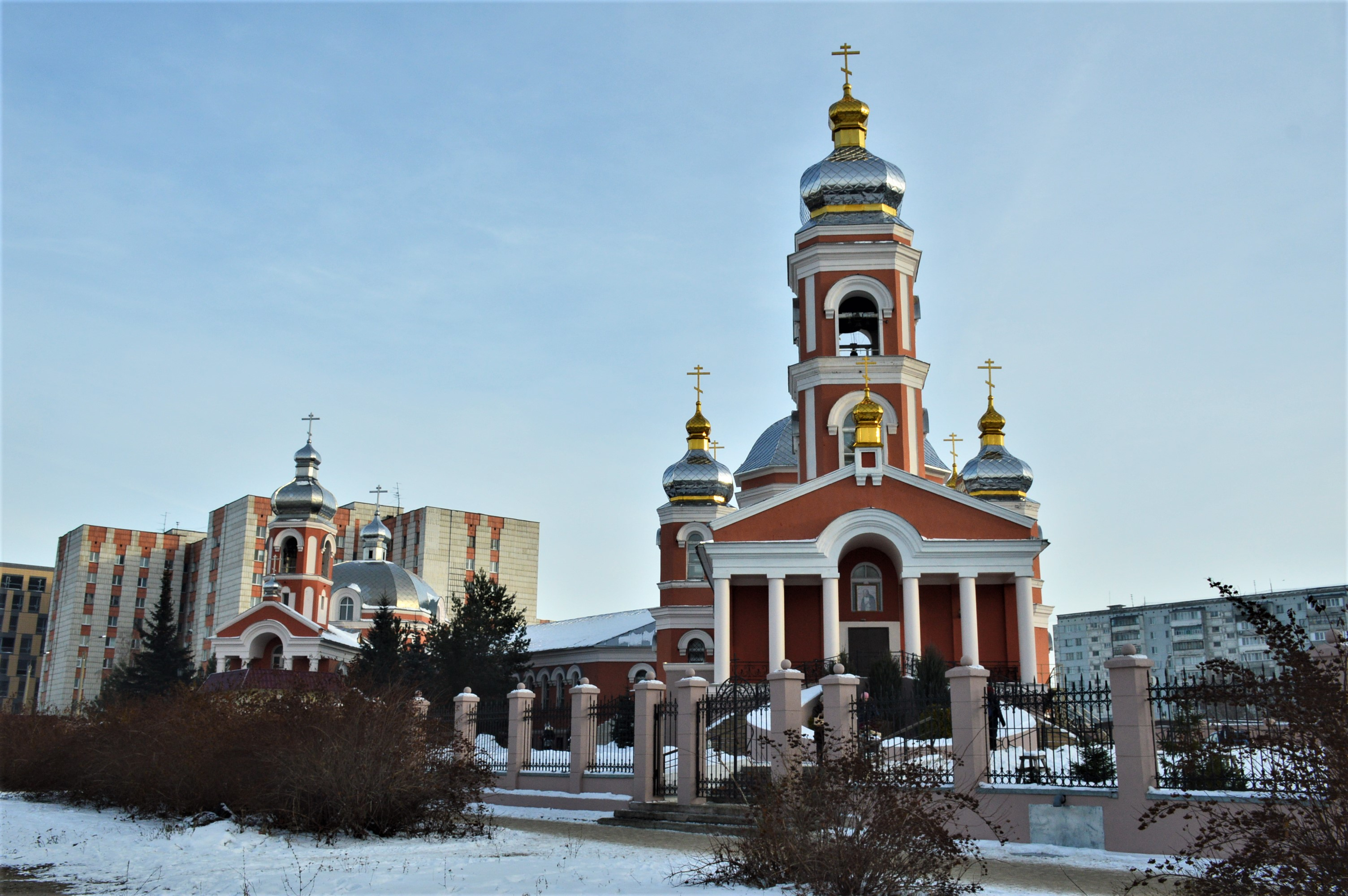
Православный храм в честь преподобного Серафима Саровского и церковь в честь иконы Божией Матери «Умиление». Вид со стороны улицы Юлиуса Фучика (декабрь 2018)
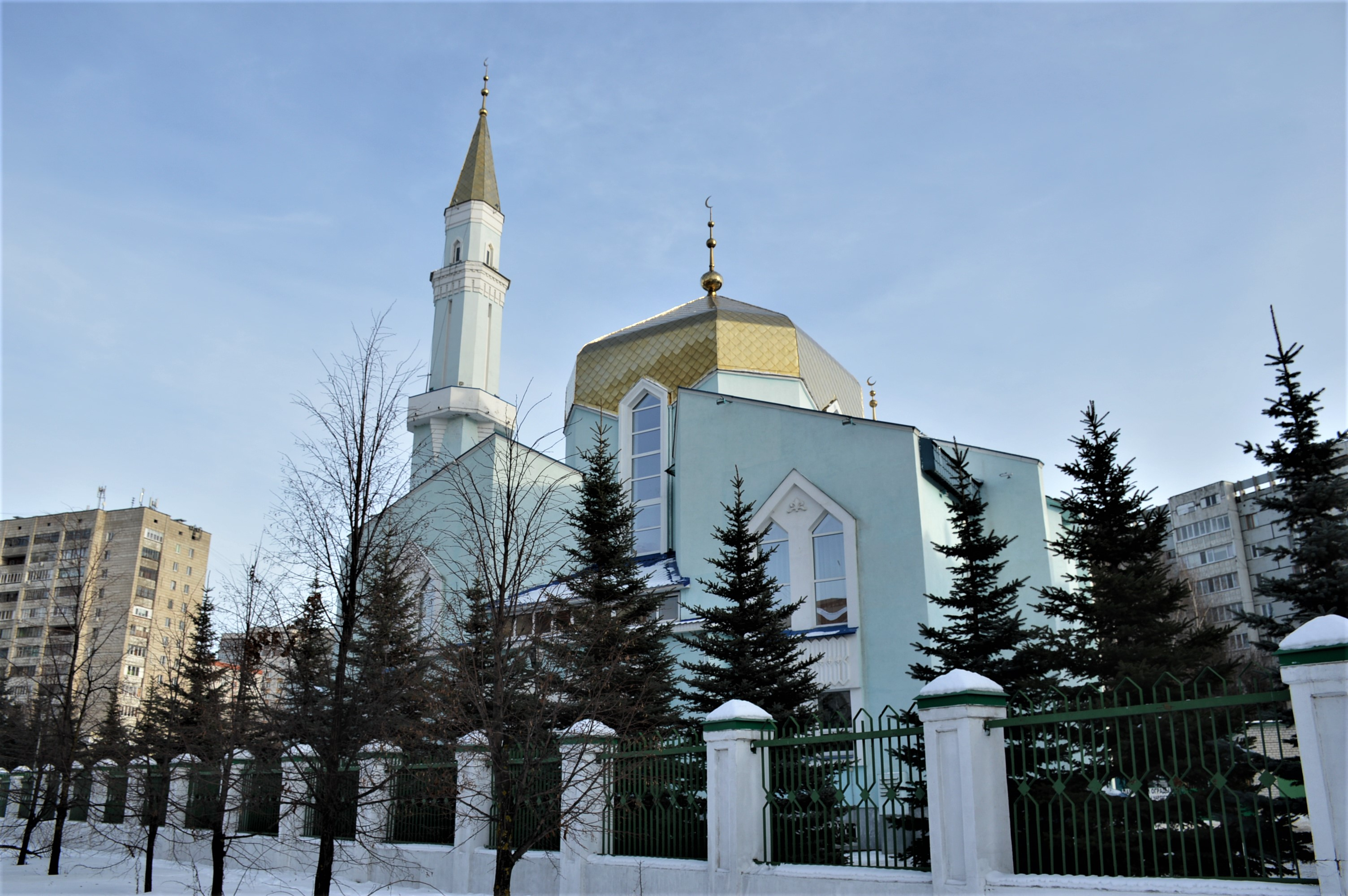
Вид на мечеть «Хузайфа ибн аль-Ямани» со стороны улицы Юлиуса Фучика (декабрь 2018)
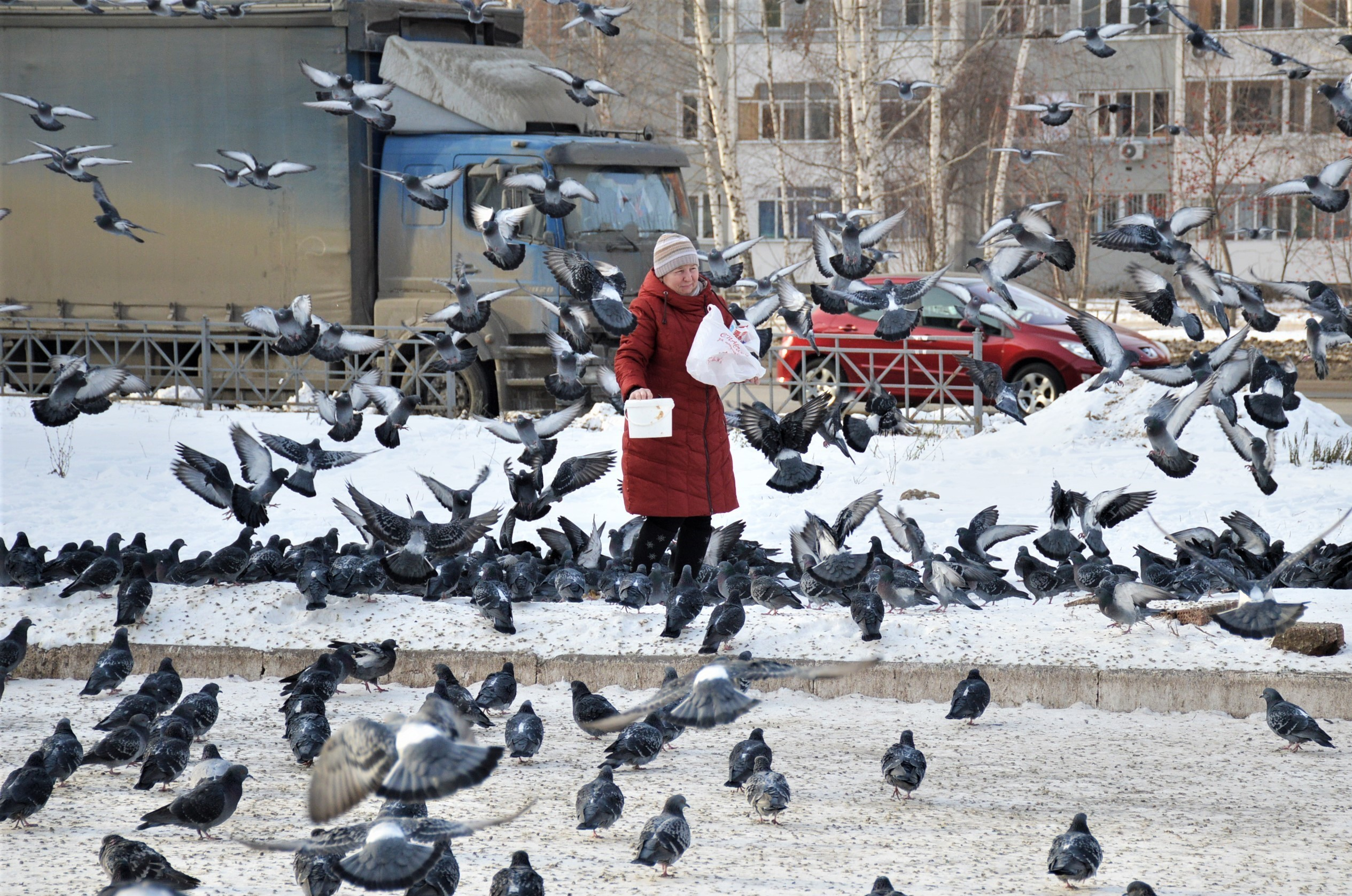
Стая голубей у мечети «Хузайфа ибн аль-Ямани» (декабрь 2018)
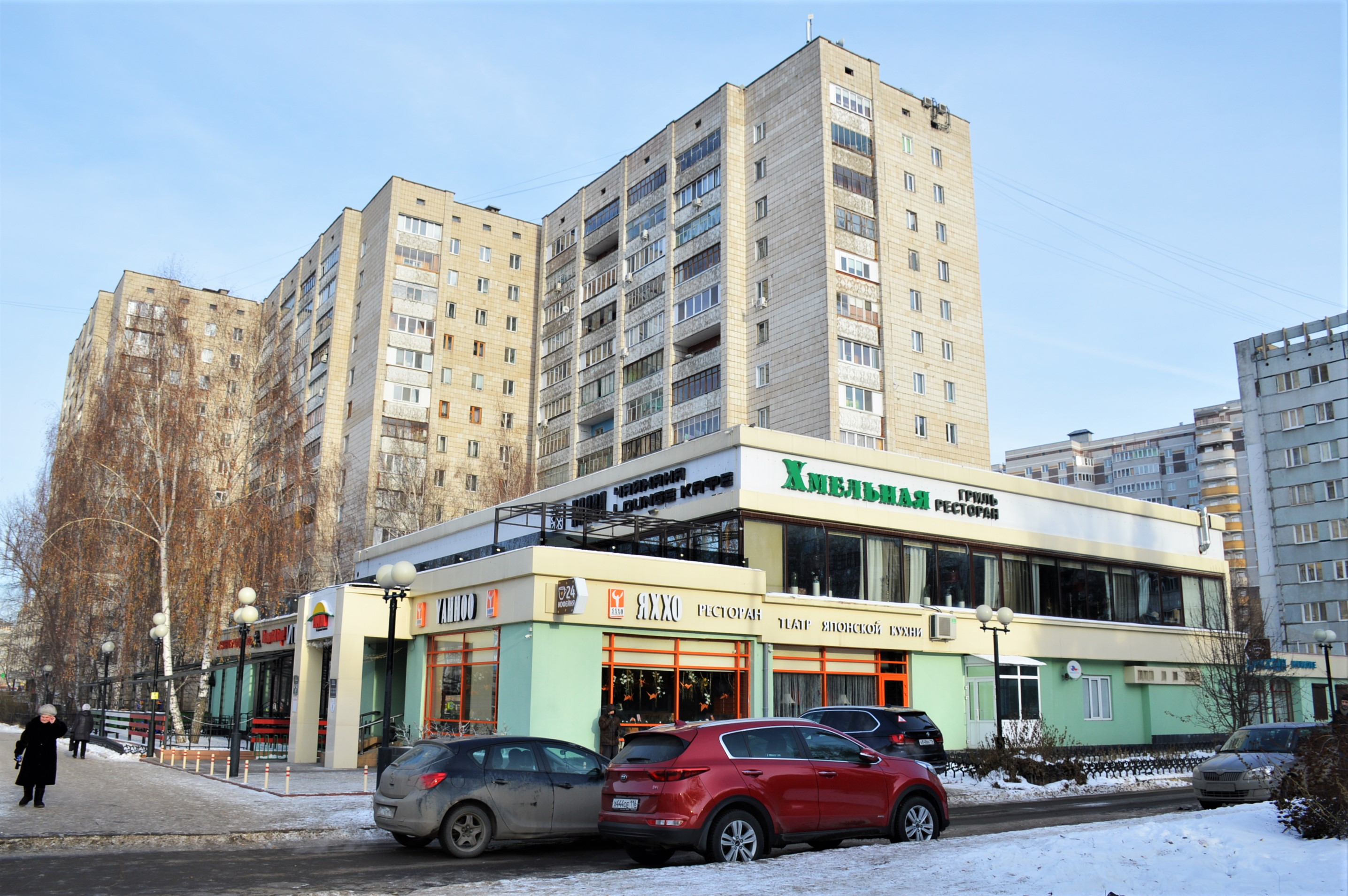
Ресторанный комплекс: ул. Юлиуса Фучика, 64, корп. 3 (декабрь 2018)